# 蘇芷晴
蘇芷晴（英語：Natalie So Tsz Ching，1996年1月31日—），香港女歌手，於2021年參加《全民造星IV》並獲得第六名，前MakerVille合約女藝員、香港女子組合COLLAR前成員。她於2023年5月10日宣布退出COLLAR。

## 歷程

### 早年生活
蘇芷晴在香港出生，曾就讀牛池灣中華基督教會基華小學、慈雲山德愛中學及香港專上學院，畢業後成為舞蹈導師及伴舞員，曾經參與《 ILUB C ALL MOMENT 演唱會》、《C AllStar 集合吧! 演唱會2021》、《2020年叱咤樂壇流行榜度頒獎典禮》等演唱會。

### 參加《全民造星IV》
蘇芷晴於2021年參加ViuTV選秀節目《全民造星IV》，編號為74號。在96強前哨戰中，以梁釗峰的《佚名》作配樂，在長椅上表演舞蹈，以三盞紅燈成績成功晉身60強，加入許廷鏗所帶領的A組。在首輪分組對決，與隊員李芯駖、陳昭煊、夏子涓、楊安妮（Win Win）和黃筠兒演繹《Lady Killa》及參與跳舞比拼，並以4比1成績擊敗B組，晉身40強。
在第二輪分組對決，蘇芷晴與邱彥筒、黃斯琪、楊安妮於自選項目演繹原創舞蹈表演《天黑請閉眼》。在指定項目演繹鄭欣宜的《救命歌》，以5比0之成績擊敗B組，晉身30強。在第三輪小組比賽，蘇芷晴與邱彥筒、李芯駖、陳昭煊、夏子涓、黃斯琪及楊安妮一組，演繹改編自《前傳》的歌曲《T7 - Look at how you look at me》，擊敗B組。此外，蘇芷晴與曾善婷、楊安妮、穎蕎、廖芷嘉、李芯駖、陳昭煊演繹電影《大娛樂家》的插曲《This Is Ｍe》，再次擊敗B組。在第五個項目，蘇芷晴與全體A組成員演繹由導師許廷鏗作品《無力感》改編而成的《無力也請相信》落敗，晉身25強。
於25強比賽，蘇芷晴與盧芷韻、許軼、馬彩欣及曾家瑩被編入一組，導師為ERROR成員何啟華，演繹由吳雨霏的《生我的命》改編的跳唱表演《黑天鵝》，表演在五輪表演中排名第四，蘇芷晴晉身20強。在總決賽中，蘇芷晴演繹由IU的歌曲《Coin》改編而成的廣東話版《Coin》，中文歌詞由自己和戰友盧芷韻創作。最終星級評判團評分獲12分（排名第九），觀眾投票評分獲16分（排名第五），以總分28分的成績獲得總排名第六名。
| 《全民造星IV》比賽過程 | 《全民造星IV》比賽過程 | 《全民造星IV》比賽過程                                         | 《全民造星IV》比賽過程 |
| 項目                   | 集數                   | 演出項目                                                       | 備註 |
| ---------------------- | ---------------------- | -------------------------------------------------------------- | --- |
| 第一輪比賽 （個人賽）  | 14                     | 跳舞《佚名》                                                   | - 評判：朱柏康、當奴、鄭融 - 最終以3盞紅燈，晉身60強A組，導師為許廷鏗。 |
| 第二輪比賽 （團體）    | 18                     | 第一回合：自選表演 《Lady Killa》 原唱：Fatboy                 | - A4組員包括：子涓、超酸、芯駖、Win Win、So Ching、筠兒 - 評判：泳兒、少爺占、韋羅莎、陳輝陽、鍾舒漫 - 最終A4組以4盞藍燈勝出，全員晉身40強                                                            |
| 第二輪比賽 （團體）    | 18                     | 第二回合：Dance Battle (跳舞比拼) 《마.피.아. In the morning》 | - A4組員包括：子涓、超酸、芯駖、Win Win、So Ching、筠兒 - 評判：泳兒、少爺占、韋羅莎、陳輝陽、鍾舒漫 - 最終A4組以4盞藍燈勝出，全員晉身40強                                                            |
| 第三輪比賽 （團體）    | 26-27                  | 第一回合：自選表演 《天黑請閉眼》                              | - A1組員包括：CK、So Ching、Marf、Win Win - 評判：吳雨霏、卓韻芝、陳健安、伍仲衡、陳詠燊 - A1組以5盞藍燈勝出，全員晉身30強                                                                            |
| 第三輪比賽 （團體）    | 26-27                  | 第二回合：指定歌曲 《救命歌》 原唱：鄭欣宜                     | - A1組員包括：CK、So Ching、Marf、Win Win - 評判：吳雨霏、卓韻芝、陳健安、伍仲衡、陳詠燊 - A1組以5盞藍燈勝出，全員晉身30強                                                                            |
| 第四輪比賽 （團體）    | 28                     | 第一局 《T7 - Look at how you look at me》                     | - 組員包括：子涓、芯駖、超酸、Win Win、So Ching、Marf、CK - 最終以4盞藍燈勝出第一局。 |
| 第四輪比賽 （團體）    | 30-31                  | 第四局 《This is me》                                          | - 組員包括：Ika、芯駖、超酸、Ashi、穎蕎、Win Win、So Ching - 最終以4盞藍燈勝出第四局。 |
| 第四輪比賽 （團體）    | 31                     | 第五局 《無力也請相信》                                        | - 組員包括：Marf、Day、Candy、Val、CK、Yoyo、So Ching、Win Win、Kinki、Tengie、Ika、Ariel、Ashi、Ada仔、子涓、超酸、芯駖、阿蛋、安希婷、穎蕎 - 最終以0比5落敗，而Ashi則在此局被淘汰。                 |
| 第五輪比賽 (團體)      | 33                     | 《黑天鵝》                                                     | - DEE@ERROR為導師。 - 組員包括 Ariel 、Kinki、Day、馬欣 、So Ching - 評判： 許廷鏗、梁祖堯、黃慧君、戴穎 - 最終以小組第4名，236.6分，須淘汰兩員，而Kinki、馬欣則被淘汰。                              |
| 總決賽 （個人賽）      | -                      | 自選表演項目/曲目 《Coin》                                     | - 總決賽於12月25日聖誕節正日晚上8時30分於九龍灣國際展貿中心Star Hall舉行。 - 星級評判：謝安琪、李嘉欣、麥兆輝、谷德昭、魯庭暉 - 星級評判團最終分數12分，觀眾投票最終分數16分，以總分數28分，得第6名。 |
| 總決賽 （個人賽）      | -                      | Dance Battle舞技對決 《Coldblooded》                           | - 總決賽於12月25日聖誕節正日晚上8時30分於九龍灣國際展貿中心Star Hall舉行。 - 星級評判：謝安琪、李嘉欣、麥兆輝、谷德昭、魯庭暉 - 星級評判團最終分數12分，觀眾投票最終分數16分，以總分數28分，得第6名。 |

### COLLAR時期
2022年1月12日，ViuTV於晚上六時半在海港城舉辦以「Hold Your Breath」為主題的記者會，蘇芷晴正式以COLLAR的成員身份出道，出道作品為《Call My Name!》。

### 男友在MIRROR演唱會重傷
蘇芷晴的舞蹈員男朋友李啟言（阿Mo）在2022年7月28日2022年MIRROR演唱會事故受重傷，情況一度危殆。事後，她缺席所有公開活動，並全力陪伴及照顧男朋友。阿Mo父親李盛林牧師感謝蘇芷晴的陪伴，並相信除了耶和華以外，她成為阿Mo的極大支持。
2023年1月1日，蘇芷晴復工，出席2022年度叱咤樂壇流行榜頒獎典禮。

### 退出COLLAR
2023年5月7日，雖然COLLAR在Chill Club 推介榜年度推介22/23奪得「年度組合」銅獎和「年度新人女歌手」金獎，但蘇芷晴仍缺席，其隊友稱因為她患上了感冒，需要休息。
2023年5月10日，蘇芷晴於Instagram宣佈正式退出COLLAR。她稱仍未能忘記男友李啟言受傷的傷痛，未完全適應幕前工作，所以經過多番考慮同跟公司商討後，決定退出COLLAR。

## 演出作品

### 電視節目（ViuTV）
| 播映年份 | 節目名稱     | 備註                        |
| -------- | ------------ | --------------------------- |
| 2021年   | 全民造星IV   | 參賽者                      |
| 2022     | 爆谷一周     | 第8集，COLLAR全員參與拍攝   |
| 2022     | Chill Club   | 第131集，COLLAR全員參與拍攝 |
| 2022     | 我哋係COLLAR | COLLAR全員參與拍攝          |

### 網絡節目（Youtube）
- 2021年：《造星拉票の駅！女團綜藝王大決鬥》（與WINKA、Win Win、榛綦、Day）
- 2022年：ChillGOOD TV Music Panda EP23（與岑寧兒及Marf）

### MV
- 2018年：陳慧琳《打字機》（伴舞）
- 2021年：姜濤《Master Class》（伴舞）、《2021夏の首部曲：造星の駅》

### 音樂會
- 2023年：卡樂B追尋你的「塊」樂之魂音樂會（與Winka合作）

## 軼事
- 個人粉絲名稱為「師弟妹」（因「師兄」蘇芷晴為女性，故其男粉絲是為「師妹」，女粉絲則為「師弟」）。應援色為紫藍色（非官方）。[2]

## 外部連結
- 蘇芷晴的Instagram帳戶
- YouTube上的蘇芷晴頻道
- 全民造星IV 蘇芷晴自我介紹 （页面存档备份，存于）